# Numbuti
Numbuti ist ein osttimoresischer Ort im Suco Tibar (Verwaltungsamt Bazartete, Gemeinde Liquiçá).

## Geographie und Einrichtungen
Das Dorf liegt auf einer Meereshöhe von 113 m im Südosten der Aldeia Fatunia, am Westufer des Rio Comoro, der nur zur Regenzeit Wasser führt. Eine Straße verbindet den Ort mit dem Dorf Beduku flussabwärts im Norden. Am gegenüberliegenden Ostufer befindet sich der Ort Casnafar  (Suco Dare, Gemeinde Dilil).
In Numbuti steht eine Grundschule.